# Papillomawirusy
Papillomawirusy (łac. Papillomaviridae) - rodzina wirusów, zaliczanych wspólnie z poliomawirusami do grupy papowawirusów. Papillomawirusy charakteryzują się następującymi cechami:
- Symetria: ikosaedralna
- Otoczka lipidowa: brak
- Kwas nukleinowy: kolisty dsDNA
- Replikacja: zachodzi w jądrze zakażonej komórki
- Wielkość: ok. 55 nm
- Gospodarz: kręgowce
- Cechy dodatkowe: trudne w hodowli ze względu na zdolność do namnażania się jedynie w różnicującym się wielowarstwowym nabłonku płaskim. Komórki te są niezwykle trudne w hodowli, co powoduje, że papillomawirusy są stosunkowo słabo zbadane

Dotychczas zidentyfikowano ok. 60 odmian ludzkiego papillomawirusa (HPV). Znane są także papillomawirusy innych kręgowców. Pozycja systematyczna papillomawirusów jest następująca: 
- Rodzina: Papillomaviridae (Papillomawirusy)
  - Rodzaj: Papillomavirus
    - Human papillomavirus, wirus brodawczaka ludzkiego

HPV wywołuje szereg chorób, wiele z nich związanych jest z transformacją nowotworową. Ze zwględu na złożoność zagadnienia, zostały one przedstawione w artykule dotyczącym wirusa brodawczaka ludzkiego. Charakter chorób przez niego wywołanych (brodawczaki - papilloma) przyczynił się do nadania nazwy całej rodzinie.